# Hesten og drengen
Hesten og drengen er femte bog i C.S. Lewis' fantasy-serie Narnia-fortællingerne (tredje i den kronologiske orden). Bogen er udgivet i 1954 og udkom første gang på dansk i 1969 på Frimods forlag, oversat af P. H. Lange, og blev 1982 genoversat af Niels Søndergaard og udgivet på Borgens Forlag.

## Handling
Historien starter i landet Calormen, som er naboland til Narnia. Tidsmæssigt foregår historien i den periode hvor de fire Pevensiebørn regerer i Narnia – dvs. det tidsrum der skildres i sidste kapitel af Løven, heksen og garderobeskabet. Hovedpersonerne er drengen Shasta, som møder den fornemme, talende hest Brihi-hinni-brinni-huhi-ha, og han får med det samme lov til at kalde hesten "Bri". Shasta er i fare for at blive solgt som slave, og hesten længes efter sit hjemland Narnia, hvorfra den blev taget som føl. Sammen begiver de to sig af sted på en farefuld flugt fra Calormen til det lille land Ærkenland mellem Calormen og Narnia.
På deres vej møder de pigen Aravis som også har en talende Narnia-hest – en hoppe ved navn Hrim med et noget mere ydmygt gemyt end den stolte Bri – og er på flugt fra Calormen, da hendes velhavende familie vil havde hende giftet hende væk.
Undervejs på deres flugt må de igennem Calormen's hovedstad Tashbaan, hvor børnene oplever mange farer og forhindringer før de kan fortsætte deres rejse. Og det viser sig hurtigt at deres rejse får større og vigtigere betydning end blot en almindelig flugt, for både dem selv og for landet Narnia.

## Bemærkninger om bogen
Bogen skiller sig ud fra de andre Narnia-fortællinger fordi den ikke omhandler mennesker fra vores verden, som opdager eller besøger Narnia, men i stedet omhandler væsner fra Narnia universet, som rejser fra ét land i Narnia universet til et andet land i Narnia universet. Selvom Susan, Lucy og Edmund medvirker i bogen, er de ikke hovedpersoner, og optræder som deres voksne udgaver, mens de stadig er konger og dronninger over Narnia.
Dertil har magi stort set ingen rolle i borgen, når man ser bort fra Aslans rolle. Alle øvrige bøger har magiske væsner eller hændelser i en eller anden form.